# Spirit of Berlin

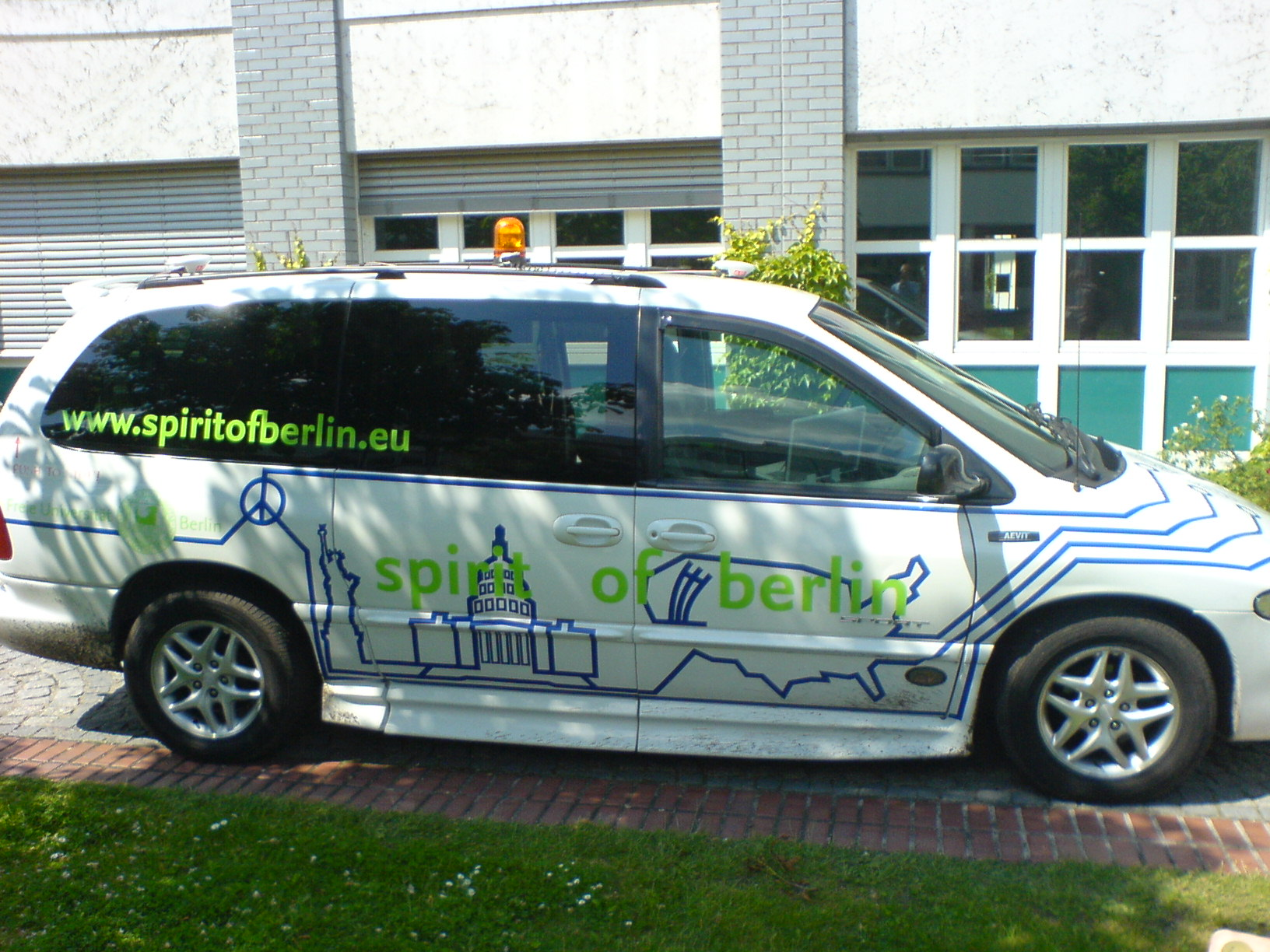
Spirit of Berlin

Spirit of Berlin ist ein computergesteuertes Auto auf Basis des Chrysler Voyager. Es wurde 2006/07 von der Arbeitsgruppe Robotics/Künstliche Intelligenz von Raúl Rojas der FU Berlin konzipiert und programmiert. Das Fahrzeug kann sich ohne menschliche Hilfe im Straßenverkehr zurechtfinden. Das Fahrzeug wurde mit zusätzlichen Aktuatoren ausgestattet, die computergesteuertes Lenken, Bremsen und Beschleunigen erlauben. Laserscanner, Videokameras und ein GPS-Navigationssystem dienen dem Auto als Sensoren und ermöglichen die Wahrnehmung der Umgebung in Echtzeit. Computer verarbeiten die Daten aus den Sensoren und erzeugen die Befehle für die Steuerung des Autos. Dafür müssen Hindernisse und andere Verkehrsteilnehmer sicher erkannt werden.
Durch die Akzeptanz von Fahrerassistenzsystemen hat die Entwicklung von autonomen Fahrzeugen in den letzten Jahren zunehmend an Bedeutung gewonnen. Im Jahr 2011 wurde durch die Freie Universität Berlin und AutoNOMOS Labs ein neues autonomes Auto namens MadeInGermany entwickelt.